# سام قریبیان
سام قریبیان (زاده ١٣ دی ۱۳۵۷ ، 3 ژانویه 1979 میلادی در نیویورک) هنرپیشه، نویسنده ، صداپیشه و کارگردان سینما، تلویزیون و تئاتر اهل ایران است. وی فرزند فرامرز قریبیان و مینا خیامی است.

## فعالیت‌ها
سام قریبیان برای اولین بار در سال ۱۳۶۴ مقابل دوربین فیلم سینمایی گردباد به کارگردانی کامران قدکچیان رفت. او جسته و گریخته در دهه ۶۰ و ۷۰ مشغول به فعالیت حرفه‌ای در فیلمهای سینمایی از جمله جدال در تاسوکی به کارگردانی فرامرز قریبیان؛ شکار خاموش به کارگردانی کیومرث پوراحمد و ترانزیت به کارگردانی علی سجادی حسینی بوده‌است تا اینکه در سال ۱۳۷۶ برای اولین بار به عنوان مجری تلویزیون شروع به فعالیت کرد. وی در سال ۱۳۷۷ پس از اجرای افتتاحیه و اختتامیه جشنواره بین‌المللی کودک و نوجوان اصفهان به آمریکا رفت. وی در ایالت کالیفرنیا موفق به دریافت لیسانس کارگردانی سینما و فوق‌لیسانس مدیریت و اقتصاد سینما شد. علاوه بر این، دوره یک ساله آکادمی فیلم نیویورک راهم گذارنده است. او همچنین در گروه تولید فیلم هالیوودی آقای بروکس حضور داشت. وی یک‌سال پس از اتمام تحصیلاتش به ایران بازگشت. سام قریبیان برنده جایزه بهترین فیلمنامه برای فیلم گناهکاران از جشنواره لوسرن سوئیس است. او همچنین به عنوان استاد مهمان در دانشگاه سینما تئاتر دانشگاه هنر به تدریس مشغول است. قریبیان برای ترجمه کتاب انار و گل سرخ برنده جایزه جهانی بهترین ترجمه از فستیوال کتاب گورمند شده‌است. او اکنون کاندیداتور دریافت مدرک دکترای خود در مورد جامعه شناسی هنر و تفکر انتقادی در سینما از دانشگاه  ساس-فی در سوئیس Saas-Fee میباشد. ٖآخرین فعالیت حرفه ای او همکاری با پروژه George Harrison: My Sweet Lord به مناسبت پنجاهمین سالگرد اولین آهنگ سولوی جرج هریسون از گروه بیتلز بوده است.

.  وی برای فیلم‌نامه فیلم گناهکاران، نامزد دریافت سیمرغ بلورین از سی و یکمین جشنواره فیلم فجر شد.

## آثار

### سینمایی

#### کارگردان
- ۳۶۰ درجه (۱۳۹۳)
- عالیجناب (١٣٩۶)
- طعم ایرانی (١٣٩۷)

#### نویسنده
- عالیجناب (۱۳۹۶)
- انار و گل سرخ (۱۳۹۶) (ترجمه)
- ۳۶۰ درجه (۱۳۹۳)
- گناهکاران (۱۳۹۰)

#### بازیگر
- سایه باز (۱۴۰۲)
- پرونده باز است (۱۴۰۱)
- سیاه باز (۱۳۹۹)
- خروج (۱۳۹۸)
- عالیجناب (۱۳۹۶)
- هایلایت (۱۳۹۶)
- نیمرخ‌ها (۱۳۹۳)
- ۳۶۰ درجه (۱۳۹۴)
- به تهران خوش آمدید (۱۳۹۲)
- خط ویژه (۱۳۹۲)
- لاله (۱۳۹۲)
- گناهکاران (۱۳۹۰)
- قانون (۱۳۷۴)
- ترانزیت (۱۳۷۲)
- شکار خاموش (۱۳۶۸)
- جدال در تاسوکی (۱۳۶۵)
- گردباد (۱۳۶۴)

### تلویزیون
- بیست (مجموعه تلویزیونی، محمدحسن زاده- پروین شمشکی)
- جشن خاطره‌ها (مجموعه تلویزیونی، شیرین جاهد- پروین شمشکی)
- رهایی(مجموعه تلویزیونی) (مجموعه تلویزیونی، مسعود تکاور) در نقش مهندس، حرفه‌ای
- مجموعه تلویزیونی تنهایی لیلا (در نقش شایان) (۱۳۹۴)
- عالیجناب (مجموعه نمایش خانگی کارگردان و نویسنده) (۱۳۹۶)
- ایراندخت(مجموعه تلویزیونی) (ستارخان)(۱۳۹۶) در نقش سهراب
- شاهرگ (۱۳۹۹) در نقش جمال
- کلبه ای در مه (١۴٠٠)

- دربارانداز ( ۱۴۰۲ مجموعه تلویزیونی، علی یاور)

### تئاتر
- بوی قهوه و بلال و کباب (احسان کرمی و فرشته طائرپور، ۱۳۹۲)[۷]
- یک کلیک کوچولو (احمد سلیمانی و محمدرضا کوهستانی، ۱۳۹۳)
- نگاهمان می‌کنند (محمد رضا اصلی و نغمه ثمینی، ۵–۱۳۹۴)
- عذرخواهی از آقای امانوئل (امیررضا سپهری و امانوئل اشمیت، ۱۳۹۴)
- سنترال پارک وست (کارگردان : شایسته ایرانی )
- آهسته با گل سرخ (کارگردان : هادی مرزبان، ۱۳۹۷)
- قصه ترانه های ماندگار (جلال الدین دری و آزیتا موگویی]]، ۱۴۰۲
- بازنمایش قصه ترانه های ماندگار (جلال الدین دری و آزیتا موگویی]]،

۱۴۰۲

#### کتاب صوتی
- آناتومی افسردگی (مسعود فروتن و شبنم قلی خانی، محمد طلوعی ١۴٠٠)
- دور دنیای فلسفه در هشت روز (ریچارد آزبرن ١۴٠٠)
- اثریا (نیما اکبرخانی ١۴٠٠)